# ユア・ラヴィング・フレーム
「ユア・ラヴィング・フレーム」（原題：Your Loving Flame）は、2001年にポール・マッカートニーが発表した楽曲。

## 概要
ポールが当時の妻ヘザー・ミルズとの恋愛を歌った曲。まだ完全に打ち解けていない気持ちが表現されている。2001年のノーベル賞授賞式ではジョージ・ハリソンに捧げる曲として演奏された。
ニューヨークに滞在した際、ホテルに備え付けられていたピアノで作曲された。ポール曰く、「大きな窓の右にイカしたグランドピアノがあったんだ。それで作曲家がすることなんて一つしか無い！曲を書く事さ！」。
作曲された数週間後にはショーで披露された。その時のギターはデヴィッド・ギルモア。ライヴコンサートでも演奏され、その模様は「バック・イン・ザ・U.S. -ライブ2002」および「バック・イン・ザ・ワールド」に収録された。